# 皮塞吉耶
皮塞吉耶（法語：Puisserguier，法語發音：[pɥisɛʁɡje]）是法国埃罗省的一个市镇，属于贝济耶区。

## 地理
皮塞吉耶（43°22'4"N, 3°2'27"E）面积28.27 平方千米，位于法国奧克西塔尼大區埃罗省，该省份为法国南部沿海省份，南濒地中海，西南接奥德省，西北接塔恩省和阿韦龙省，东北与加尔省接壤。
与皮塞吉耶接壤的市镇（或旧市镇、城区）包括：莫雷扬、卡佩斯唐、卡兹达尔讷、卡祖勒莱贝济耶、塞巴藏、克雷桑、卡朗特。

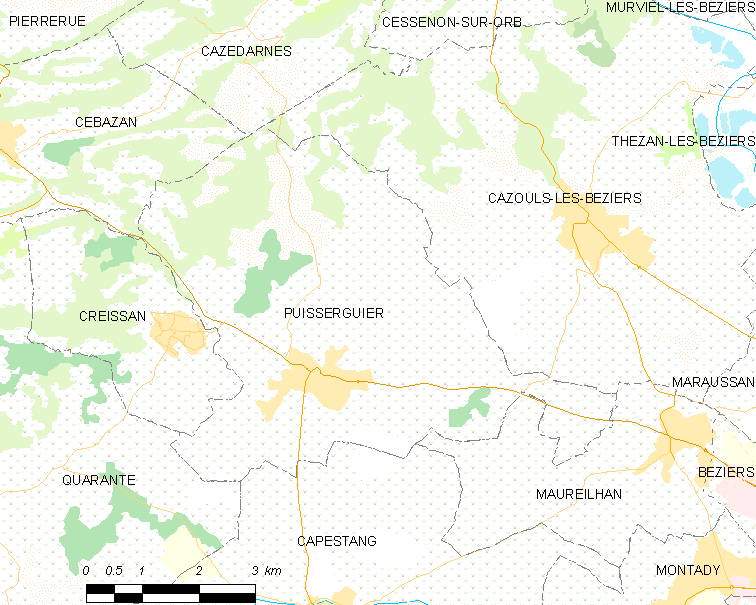
皮塞吉耶的OSM定位图

皮塞吉耶的时区为UTC+01:00、UTC+02:00（夏令时）。

## 行政
皮塞吉耶的邮政编码为34620，INSEE市镇编码为34225。

## 政治
皮塞吉耶所属的省级选区为圣庞斯德托米耶尔县。

## 人口

1962-2008年间皮塞吉耶人口变化图示

皮塞吉耶于2022年1月1日时的人口数量为3034人。